# وودز کریک (واشینگتن)
وودز کریک (به انگلیسی: Woods Creek) یک منطقهٔ مسکونی در ایالات متحده آمریکا است که در شهرستان اسنوهومیش، واشینگتن واقع شده‌است. وودز کریک ۳۲٫۳ کیلومتر مربع مساحت و ۵٬۵۸۹ نفر جمعیت دارد و ۱۱۲ متر بالاتر از سطح دریا واقع شده‌است.